# Robert Knox
Robert Arthur Knox, detto Rob (Kent, 21 agosto 1989 – Sidcup, 24 maggio 2008), è stato un attore britannico.

## Biografia
Il suo primo ruolo accreditato è stato nella serie TV di ITV The Bill, è apparso nel reality show di Channel 4 Trust Me I'm a Teenager e ha partecipato alla serie commedia di BBC After You've Gone. Nel 2004 ha avuto anche una parte nel film King Arthur e nella serie TV Trevor.
Poco prima della sua morte avvenuta a 18 anni, ha interpretato Marcus Belby nel sesto episodio della saga letteral-cinematografica di Harry Potter, Harry Potter e il principe mezzosangue, e avrebbe dovuto far parte anche del settimo e penultimo capitolo, Harry Potter e i Doni della Morte - Parte 1.
È morto a causa di una coltellata ricevuta nel tentativo disperato di proteggere il fratello minore Jamie, allora sedicenne, durante una rissa scoppiata nei pressi della stazione ferroviaria di Sidcup, nel Kent, e proseguita per strada.
La morte avvenne poco dopo la mezzanotte, subito dopo essere stato trasportato in ospedale. Al suo arrivo dopo la rissa la polizia trovò quattro minorenni feriti, e Knox colpito al torace, già in agonia.

## Filmografia

### Cinema
- King Arthur (2004)
- Harry Potter e il principe mezzosangue (Harry Potter and the Half-Blood Prince), regia di David Yates (2009)

### Televisione
- Metropolitan Police
- Trust me I'm a teenager (2003)
- After You've gone (2007)